# 왜 이리 시끄러운 것이냐
"왜 이리 시끄러운 것이냐"는 대한민국의 래퍼 머쉬베놈의 데뷔 싱글로, 2019년 9월 5일에 발매되었다. 한국대중음악상 최우수 힙합 노래 후보에 올랐다.

## 배경
머쉬베놈은 <쇼미더머니8> 1대1 크루 배틀에서 "왜 이리 시끄러운 것이냐"의 훅을 선보였다. 이는 래퍼들과 힙합 팬들 사이에서 큰 화제를 모았다.

## 음악 및 가사
머쉬베놈은 "심플한 건반 루프" 위에 "충청도 방언 특유의 억양과 말씨를 바탕으로 한 플로우"로 "판소리의 소리꾼을 연상시키는 영리한 가사와 기믹"을 선보인다.

## 평가
<리드머>는 노래를 "2019년 가장 강렬한 인상을 남긴 신예의 한방"이라고 평했다. 한국대중음악상의 김승리는 이를 "너무나 가까이에 있어 외려 놓치고 있던, 신선하면서도 반가운 맛"이라고 칭찬했다. 한국 힙합 어워즈의 네티즌 투표자들은 머쉬베놈이 "특유의 독특한 플로우로 지금까지 없던 스타일을 보여줬다"고 평했다.

### 연말 목록
| 출판사   | 목록                              | 순위 | 각주  |
| -------- | --------------------------------- | ---- | ----- |
| <리드머> | 2019년 최고의 한국 힙합 노래 10곡 | 8    | [ 3 ] |

## 수상 및 후보
| 시상식           | 연도 | 부문             | 결과 | 각주  |
| ---------------- | ---- | ---------------- | ---- | ----- |
| 한국 힙합 어워즈 | 2020 | 올해의 힙합 트랙 | 후보 | [ 5 ] |
| 한국대중음악상   | 2020 | 최우수 힙합 노래 | 후보 | [ 4 ] |